# 柴田勝重
柴田 勝重（しばた かつしげ）は、安土桃山時代から江戸時代前期にかけての武将、江戸幕府旗本。柴田勝家の孫にあたる人物（勝家の養子である柴田勝政の子）。通称は三左衛門。

## 生涯

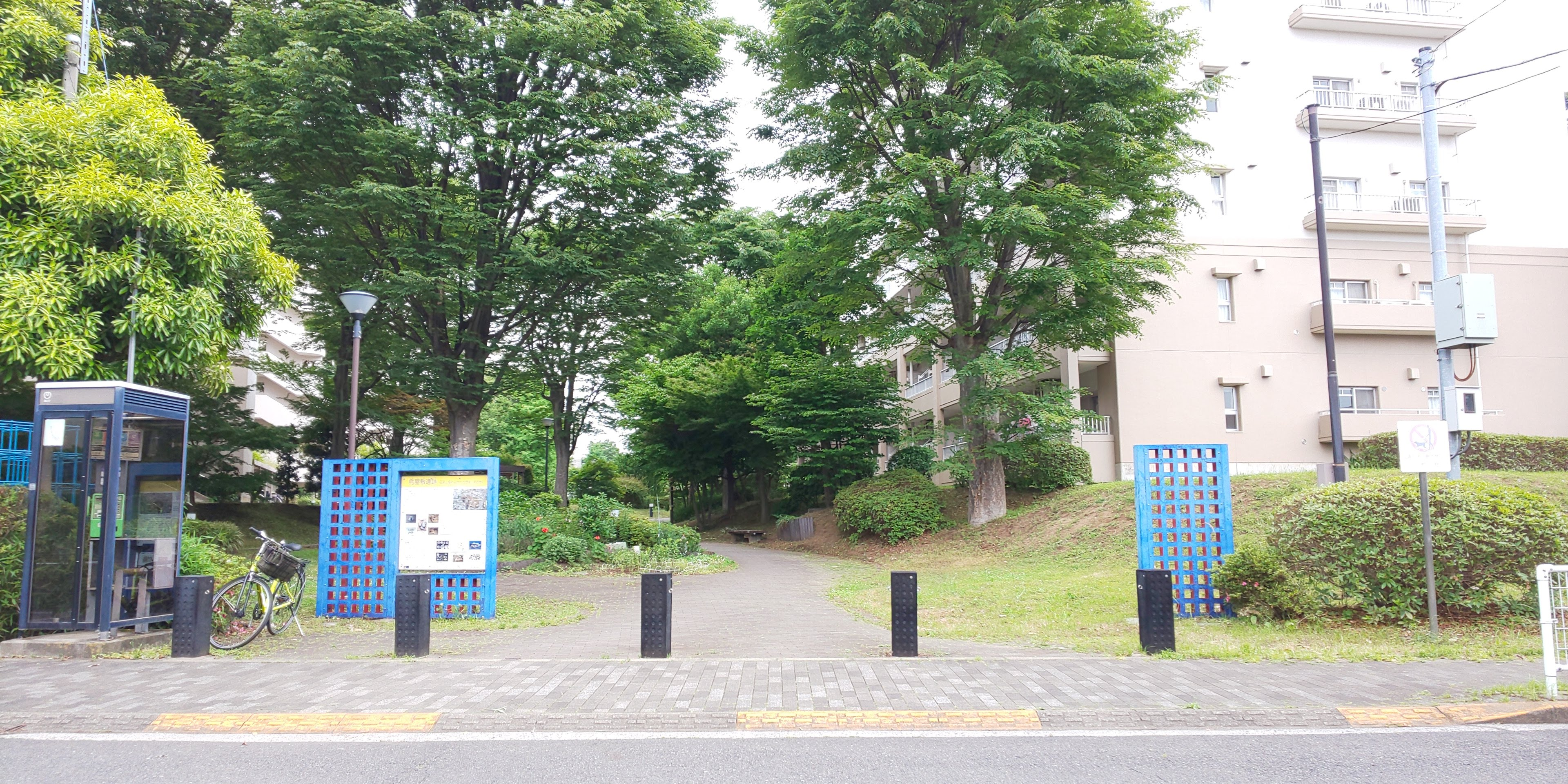
現在の島屋敷跡。公団住宅となっており、遺構は分からないが、現地に説明版が立てられている。

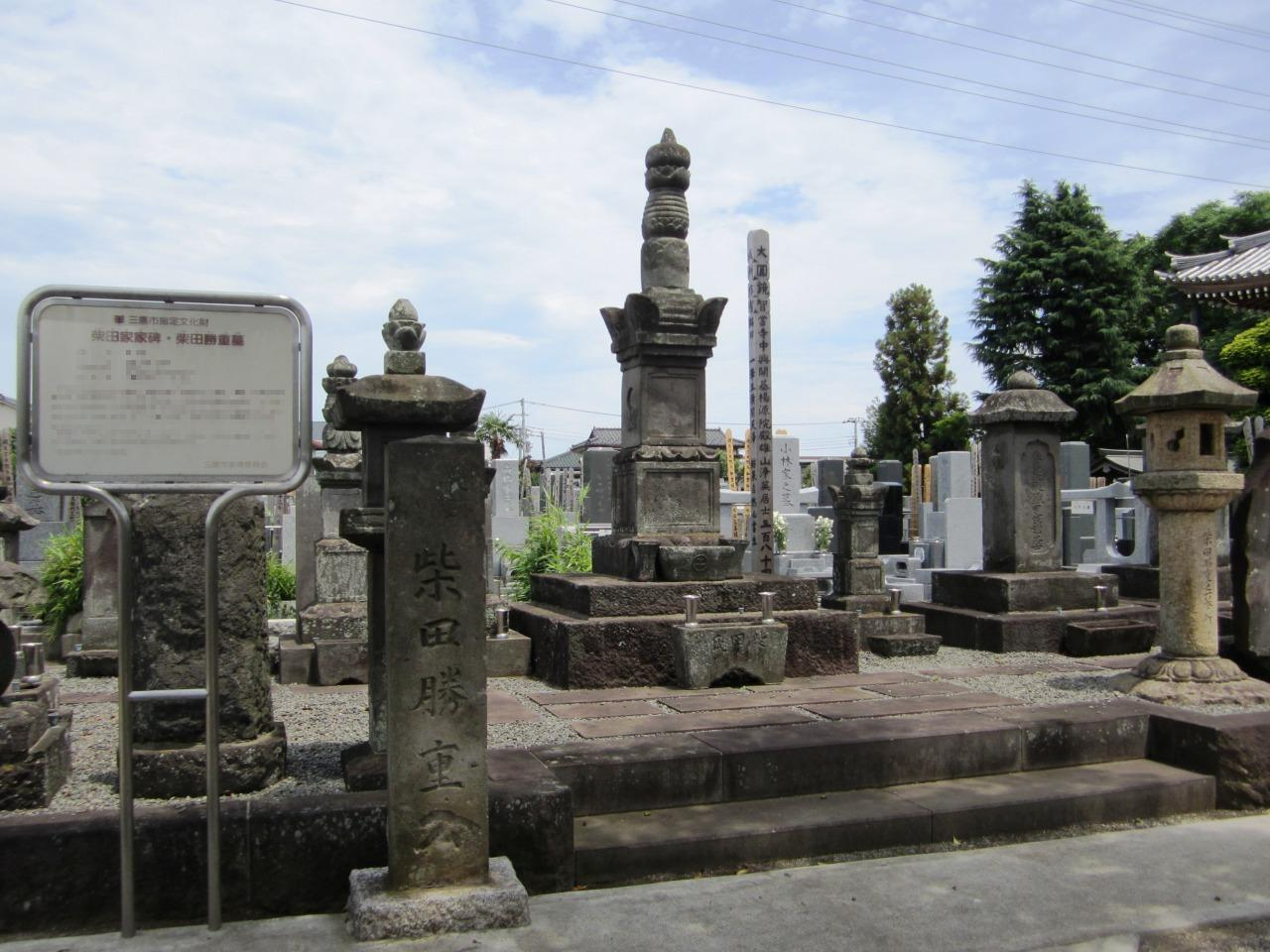
柴田勝重墓（春清寺）

『寛政重修諸家譜』（以下『寛政譜』）によれば天正7年（1579年）、柴田勝家の養子である柴田勝政（実父は佐久間盛次）と、日根野高吉の娘の間に生まれた。天正11年（1583年）に勝家が滅亡した際、北ノ庄城から落ち延び、外祖父日根野高吉の許で養育された。
慶長4年（1599年）、徳川家康に召し出され、上野国群馬郡・碓氷郡内で2000石の知行地を与えられる。慶長5年（1600年）の関ヶ原の戦いに供奉。両度の大坂の陣にも従軍した。慶長20年（1615年）の大坂夏の陣では、平野口で組み討ちをし、自らも負傷しながら首級2つを挙げた。このことが功績とされ、武蔵国多摩郡・入間郡内で500石を加増。『寛政譜』ではこの加増により知行高が2520石余となったとある。
武蔵国で新たに与えられた知行地は、多摩郡上仙川村・中仙川村（現在の東京都三鷹市新川および中原）および入間郡藤沢村（現在の埼玉県入間市藤沢）であった。上仙川村の「島屋敷」（現在の三鷹市新川四丁目・五丁目）は、周囲が水田に囲まれたことからその名があり、中世以来の居館遺跡であるが、勝重はここを陣屋とした。
寛永9年（1632年）、54歳で没。多摩郡上仙川村（現在の東京都三鷹市新川）の春清寺に葬られた。勝重の墓は格式の高い宝篋印塔で、現存している。柴田家は元禄11年（1698年）、勝重の孫の勝門の代に三河に領地を移されるまで約80年にわたって当地の領主であり、春清寺には柴田氏の墓域がある。

## 柴田勝家兜埋納伝承

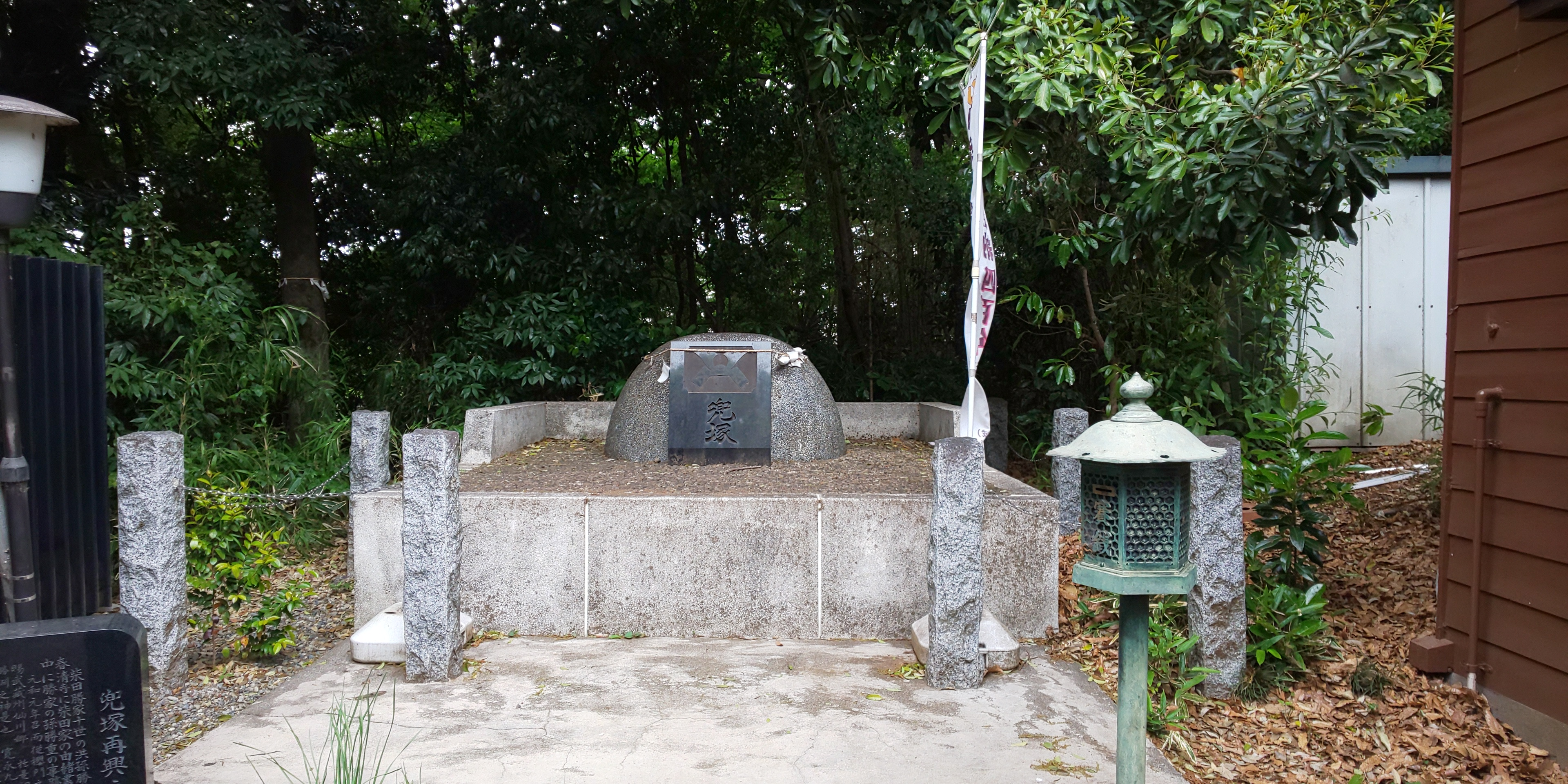
勝淵神社境内の兜塚（東京都三鷹市新川）

天明5年（1785年）、柴田家当主の柴田勝房（勝重を初代とすれば、第8代当主にあたる）は、家祖勝重が葬られた春清寺に、新たに作った柴田勝家の位牌を奉納するとともに、勝家・勝政・勝重3代の事績を記した文書を添えた（春清寺では「柴田家先祖書」と呼んでおり、「柴田勝家位牌奉安添状」とも呼称される）。寛政8年（1796年）に春清寺に建てられた石碑「柴田家家碑」にもこれと同様の文言が含まれている。
柴田勝房が奉納した「先祖書」は、以下のような内容を含んでいる。
勝政は勝家と日根野氏の女性との間に生まれた実子であるが、賤ケ岳の戦いで戦死した。勝政の遺児（勝重）は北ノ庄落城当時3歳であったが、従者秋元某の手によって上野国にいた日根野氏のもとに匿われて成人し、日根野氏から田地を分け与えられた。徳川家康は、大坂の陣に従軍した勝重が桜門で戦功を挙げたことを知り、勝重に武蔵国仙川郷の領地を加増した。勝重はこの地に勝家の兜を祀り、これが勝淵明神の起こりである。
近世には「勝淵明神」と呼ばれていた勝淵神社（現在の三鷹市新川）は上仙川村の鎮守であった神社である。発祥は不明であるが、隣接する丸池（古くは「勝ヶ淵」と呼ばれた）に関連する水神であったと考えられる。「勝淵神社で柴田勝家の兜を祀っている」伝説の記録史料は少なく、この勝房の「先祖書」が初出である。この時期に勝淵神社と柴田勝家の兜を結びつける伝承が地域で知られるようになっていたようである。文政11年（1828年）に幕府が編纂した『新編武蔵国風土記稿』の記述は、もともと水神を祀っていた場所に勝家の兜を納めてその霊を祀っているという理解と見られ、伝承が地域で定着していることが窺える。文政3年（1820年）に植田孟縉が記した『武蔵名勝図会』の稿本には、柴田勝家の兜を「埋納した」という記述が現れており、19世紀初めに「柴田勝家兜埋納伝承」が成立したものとみられる。
19世紀の伝承の展開は不明であるが、近代の勝淵神社には「兜塚」があり、武運長久を祈願した「戦争絵馬」が奉納されるなど、「武神」としての性格のある柴田勝家に対する信仰が盛んであったようである。昭和10年代には「兜塚には黄金の兜が埋められているから、掘ると目が潰れる」と子供の間でも語られていた。第二次世界大戦後は住民と神社の関係も薄れ、兜塚も荒廃するに任されていたが、1988年（昭和63年）に同神社氏子会によって兜塚が再興された。
勝淵神社境域は、三鷹市教育委員会による文化財調査を経、旧上仙川村の鎮守として地域の信仰を集め祭礼の場となってきたこと、「柴田勝家の兜を埋めたという著名な伝承地」であることなどを理由として、2012年6月6日付で「柴田勝家兜埋納伝承地」として三鷹市の史跡に登録された。
なお、柴田家が領地を移された三河国にも、勝淵神社（現在の愛知県岡崎市福岡町字屋敷）が移されている。岡崎の勝淵神社には兜の諸が納められていると伝承されている。